# Deferiprone
Deferiprone (tên thương mại bao gồm Ferriprox) là một loại thuốc mà chelate sắt và được sử dụng để điều trị tình trạng quá tải sắt trong thalassemia nặng. Nó lần đầu tiên được chấp thuận sử dụng trong điều trị bệnh thalassemia lớn vào năm 1994  và đã được cấp phép sử dụng ở châu Âu và châu Á trong nhiều năm trong khi chờ phê duyệt ở Canada và Hoa Kỳ. Vào ngày 14 tháng 10 năm 2011, nó đã được phê duyệt để sử dụng tại Hoa Kỳ theo chương trình phê duyệt tăng tốc của FDA.

## Tranh cãi
Deferiprone là trung tâm của cuộc đấu tranh kéo dài giữa Nancy Olivieri, một nhà nghiên cứu và nghiên cứu huyết học người Canada, và Bệnh viện dành cho Trẻ em bị Bệnh và công ty dược phẩm Apotex, bắt đầu vào năm 1996 và trì hoãn phê duyệt thuốc ở Bắc Mỹ. Dữ liệu của Olivieri đề xuất deferiprone dẫn đến xơ gan tiến triển.